# Harz (powiat Goslar)
Harz - obszar wolny administracyjnie (gemeindefreies Gebiet) w Niemczech w kraju związkowym Dolna Saksonia, w powiecie Goslar. Teren jest niezamieszkany.  